# Adjuntas (Adjuntas)
Adjuntas es un barrio-pueblo ubicado en el municipio de Adjuntas en el estado libre asociado de Puerto Rico. En el Censo de 2010 tenía una población de 4.406 habitantes y una densidad poblacional de 2.268,22 personas por km².

## Geografía
Adjuntas se encuentra ubicado en las coordenadas 18°9′50″N 66°43′25″O / 18.16389, -66.72361. Según la Oficina del Censo de los Estados Unidos, Adjuntas tiene una superficie total de 1.94 km², que corresponden a tierra firme.

## Demografía
Según el censo de 2010, había 4406 personas residiendo en Adjuntas. La densidad de población era de 2.268,22 hab./km². De los 4406 habitantes, Adjuntas estaba compuesto por el 93.01% blancos, el 2.97% eran afroamericanos, el 0.61% eran amerindios, el 0.02% eran asiáticos, el 0.02% eran isleños del Pacífico, el 2.25% eran de otras razas y el 1.11% pertenecían a dos o más razas. Del total de la población el 99.52% eran hispanos o latinos de cualquier raza.